# 메시에 105
M105는 사자자리에 위치한 타원 은하이다.

## 같이 보기
- 메시에 천체 목록